# Gymnophytomyza
Genre
Gymnophytomyza est un genre de diptères de la famille des Agromyzidae.

## Lien
- Gymnophytomyza, Catalogue of Life